# Palmira Viejo
Palmira Viejo är en ort i Mexiko.   Den ligger i kommunen Tancanhuitz och delstaten San Luis Potosí, i den centrala delen av landet, 250 km norr om huvudstaden Mexico City. Palmira Viejo ligger 56 meter över havet och antalet invånare är 339.
Terrängen runt Palmira Viejo är kuperad åt sydväst, men åt nordost är den platt. Runt Palmira Viejo är det ganska tätbefolkat, med 120 invånare per kvadratkilometer. Närmaste större samhälle är Tanute, 5,4 km sydväst om Palmira Viejo. Omgivningarna runt Palmira Viejo är en mosaik av jordbruksmark och naturlig växtlighet.